# Стіві Джексон
Стіві Джексон (англ. Steci Jackson; нар. 23 червня 1951) — британська радикально-феміністська науковиця і письменниця, що досліджує гендер та сексуальність. Вона є професоркою жіночих студій в Університеті Йорка, Англія з 1998 року і є директоркою Університетського центру жіночих досліджень.

## Освіта та робота
Стіві Джексон здобула ступінь з соціології в Кентському університеті в 1972 році. У 1973 році отримала ступінь магістерки в Йоркському університеті.
Джексон пише на феміністичні теми з 1973 року і описує своє дослідження як спробу пояснити і теоретизувати власний досвід гетеросексуальної жінки. У своїй роботі вона чітко стверджує, що вона гетеросексуальна феміністка, яка працює в матеріальних рамках. Джексон була політично активною протягом усього свого життя, особливо в 1970-х роках, коли вона брала участь у групах з підвищення свідомості, їздила на національні конференції та допомагала організувати Rape Crisis в Кардіффі. За роки правління Тетчер вона приєдналася до Лейбористської партії, щоб протистояти збиткам, які, на її думку, завдає уряд. Вона каже, що лейбористи були «гарною базою для феміністичної кампанії». У 1980-х вона ухилялася від дій під час «сексуальних воєн», які критикували гетеросексуальних феміністок за «братання з ворогом». Вона вважала цей період руйнівним для фемінізму, і як гетеросексуальна феміністка вважала за краще залишатися осторонь дебатів з цього приводу. Останнім часом її політичні дії включали в себе спроби підтримувати жіночі дослідження як простір для вивчення фемінізму, але шкодує, що підвищення в академічних колах залишає менше часу для феміністських дій.
Вона вважає, що важливо побудувати міст між феміністичною теорією і практикою, тому їй особливо сподобалося писати для радикального феміністичного журналу Trouble and Strife. Утопія Джексон — це егалітарний світ без статі, де «ваші геніталії мають значення так само мало, як і колір вашого волосся». Світ, де шлюби скасовані, а ті, хто бажає прихильності одне до одного, вступають у цивільні партнерства. Вона виступає за колективну модель виховання дітей і вважає, що гетеросексуальні, моногамні пари не обов'язково є найкращими батьками.

## Вибрані твори
- Jackson, Stevi; Jones, Jackie, ред. (1998). Contemporary feminist theories. Edinburgh: Edinburgh University Press. ISBN 978-0748611416.